# 丹尼斯·史萊門
丹尼斯·约瑟夫·史萊門（英語：Dennis Joseph Slamon，1948年8月8日—），美国医学家，加州大學洛杉磯分校的腫瘤學家兼血液腫瘤學的首席研究學者，並且是約翰遜綜合癌症中心的主任。

## 生平
於芝加哥大學的普利策醫學院取得碩士學位，並在1975年取得博士學位。史萊門醫師是發現乳癌的生長因子HER-2/neu的學者，並且在1987年，在科學 (期刊)中發表HER-2/neu會過度表現在乳癌。並且花了12年的時間研究出其標靶藥物賀癌平。
2008年，好萊塢更將其研究的心路歷程拍攝成電影《擁愛奇蹟》。

## 外部連結
- 史萊門談論《擁愛奇蹟》（页面存档备份，存于）